# Pluchea chingoyo
El toñuz, chingoyo o chilca (Pluchea chingoyo) es una especie de angiosperma de la familia de las asteráceas.

## Descripción
Es una planta arbustiva muy ramificada cuya circunferencia puede extenderse varios metros; aromática, de hojas verdes oblongo lanceoladas y pilosas, con inflorescencias rosadas. Favorece la contención y fijación de dunas de arena.

## Distribución y hábitat
Crece a la vera de campos de cultivo y caminos, en suelos arenosos o poco drenados, en hábitats desérticos y en humedales. Muy resistente a las sequías. Presente en el valle del río Ica en Perú y en los humedales de los ríos Lluta y Copiapó en Chile.

## Usos
Es una planta melífera (productora de néctar y polen) utilizada en la apicultura. 
Se la considera una de las principales plantas de importancia para el picaflor de Arica (Eulidia yarrellii), catalogado como especie en peligro crítico de extinción. En forma de extracto sirve para controlar plagas de Phthorimaea operculella (polilla de la papa).
También se le da un uso medicinal como antigripal y antipirético.